# Ipomoea discolor
Ipomoea discolor är en vindeväxtart som först beskrevs av Carl Sigismund Kunth, och fick sitt nu gällande namn av George Don jr. Ipomoea discolor ingår i släktet praktvindor, och familjen vindeväxter. Inga underarter finns listade i Catalogue of Life.